# Sanluri
Sanluri (, Seddori in sardo) è un comune italiano di 8 016 abitanti, capoluogo (insieme a Villacidro) della provincia del Medio Campidano in Sardegna.
Centro dotato del titolo di città, è sede dell'Unione Comuni Marmilla, dell’azienda sanitaria locale (Asl Nº 6 Sanluri) e di un Ufficio del Giudice di Pace, unico ufficio giudiziario rimasto dopo la soppressione della sezione distaccata del Tribunale di Cagliari.

## Geografia fisica

### Territorio

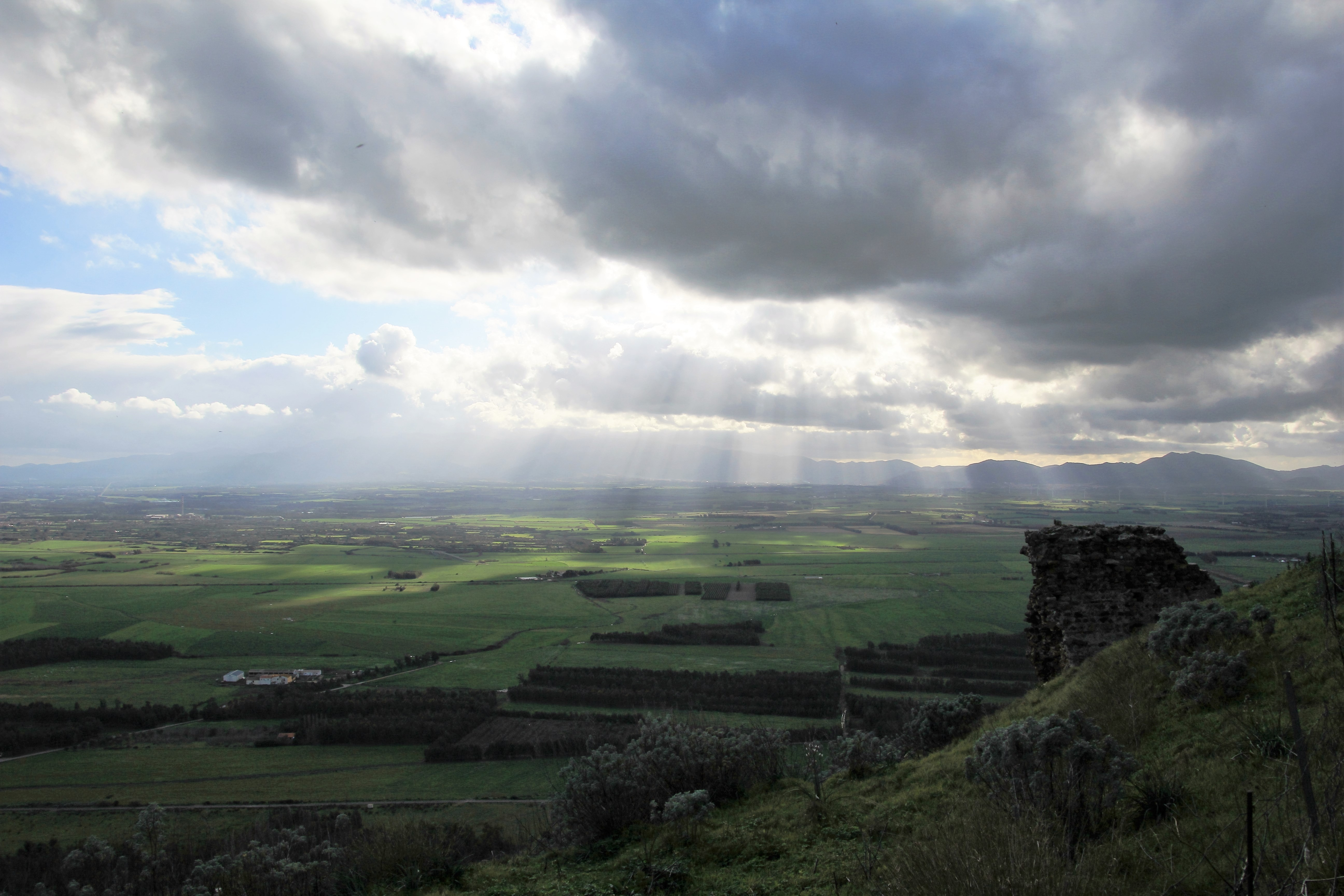
Campidano di Sanluri

Il suo territorio si estende su una superficie di 84,23 chilometri quadrati ad un'altitudine media di 135 metri sul livello del mare. L’area in cui è situato il centro abitato principale e tutta l’area a sud di esso è caratterizzata da un territorio quasi esclusivamente pianeggiante di formazione quaternaria, mentre nella parte a nord del centro abitato, andando verso la Marmilla, il paesaggio inizia a diventare collinare ed è di formazione miocenica. L'altitudine minima è di 48 metri sul livello del mare, nella frazione di Sanluri Stato, mentre la massima è di 306 metri sul livello del mare, sul Bruncu Melas.

## Origini del nome
L'ipotesi più accreditata è che Sanluri deriverebbe del probabile antico nome Sellori, che potrebbe a sua volta derivare da Se-Lori, Sullurium e Selluri. Varie ipotesi convergono sul fatto che in questo nome si nasconde un richiamo alla fecondità granifera del territorio di Sanluri: lori ovvero grano. E forse può significare su logu de su lori (il luogo del grano). Tempo fa, però, Sanluri ebbe come patrono San Lorenzo Diacono e Martire e, proprio per aver nominato patrono il santo, si mutò il nome in Sanluri, ovvero dal termine latino che richiama proprio San Lorenzo ("San Luri").

## Storia
Sanluri, al pari di molti altri comuni dell'isola, come testimoniato da ritrovamenti archeologici, fu abitato fin da tempi molto remoti e sicuramente dal periodo nuragico. Il suo territorio ha conosciuto tutte le dominazioni, compresa quella romana. Ma la parte più interessante della storia di Sanluri comincia nel Medioevo.

### Età Prenuragica
I ritrovamenti nel territorio di Sanluri limitano la presenza umana in età prenuragica alla fascia pianeggiante occidentale e sud-occidentale, grazie alla fertilità del terreno ed anche alla presenza dello stagno Sabazus (poi bonificato negli anni ‘20 del XX secolo), il quale era allora molto pescoso. Le prime tracce umane certificate rinvenute nel territorio di Sanluri risalgono all’Età del rame, rappresentata nell’area da tre distinte fasi culturali: Abealzu, Monte Claro e Campaniforme.
La fase Abealzu (Calcolitico medio), è rappresentata dai siti di Giliadiri e Bia ‘e Collanas, rispettivamente a sud e sud-ovest del centro abitato. I due siti hanno rivelato delle fosse scavate nel terreno, colme di vasellame, ceneri, cocci e schegge di ossidiana.
La fase Monte Claro (Tardo Calcolitico) è rappresentata dai resti di almeno cinque villaggi capannicoli, nelle località di Corti Beccia, Corti de Crà, Cukkuru Poddinis, Padru Jossu e Porcilis.
La fase Campaniforme è rappresentata dai siti di Bidd’e Cresia e Padru Jossu. Nel primo sono stati rinvenuti i resti di una sepoltura collettiva, nel secondo è stato notato il riutilizzo della già citata costruzione sotterranea risalente alla fase Monte Claro.

### Età Nuragica
A differenza dei resti prenuragici, i rinvenimenti risalenti all’epoca nuragica sono sparsi in tutto il territorio comunale ed in particolare nella fascia collinare posta a nord-est. I nuraghi accertati, quasi tutti dal professor Giovanni Lilliu, sono i seguenti: Corti sa Perda, Geni e Nuraxi de Candelas di tipo complesso a più torri; Mason ‘e Baccas, Brunch’e Cresia, Sant'Antiogu, Bruncu Melas, Corti Beccia, Cuccuru Casu Moiau, Nuraxi Gattus, Nuraxi Puxeddu, Predi Ara, Sa Mitzixedda, Su Mori de sa Cotti, Sa Cora de su Zippiri, Carroppu Casa Beccia, S’Uraxi Mannu, Nuraxi ‘e Fenu e Perda Bogada di tipo semplice a torre unica.
I nuraghi di Corti Beccia, S’Uraxi Mannu, Geni, Corti sa Perda, Sant’Antiogu e Sa Mitzixedda avrebbero inoltre costituito il centro dei propri villaggi, essendo circondati da altro edifici. A questi si aggiunge il villaggio di Sa Muralla, il cui nome deriva dalle mura che circonderanno il borgo in epoca medievale.
Presso il villaggio di Corti Beccia sono state rinvenute anche testimonianze della tarda fase nuragica, ovvero ceramica dipinta risalente al IV secolo a.C..

### Dominazione Punica
Sono stati rilevati vari siti legati al periodo della dominazione punica, distribuiti su tutto il territorio comunale. Essi sono i seguenti: Bia Collanas, Brunch’e Cresia, Bruncu Predi Poddi, Corti Beccia, Corti sa Perda, Sa Mitzixedda, Pauli Murtas, Sa Ruina e Stuppoi attraverso indagine di superficie; Fundabi de Andria Peis, Padru Jossu e S’Uraxi Mannu mediante interventi di recupero in profondità. I centri abitati, tutti antecedenti al II secolo a.C., erano non erano molto estesi e sorgevano spesso su siti preesistenti di origine nuragica ed anche prenuragica. I villaggi erano inoltre tutti dotati di necropoli, che saranno in massima parte riutilizzate durante la dominazione romana.
Come testimoniato dall’elevata densità di centri abitati(12 villaggi in un raggio di 6 km), l’attuale territorio di Sanluri costituiva probabilmente un centro molto importante nella zona.

### Dominazione Romana
L’area dell’attuale centro abitato si trovò a far parte della Repubblica romana a seguito della conquista romana di Sardegna e Corsica del 238 a.C. Secondo vari storici nel 215 a.C. nella piana di Sanluri (località Sedda de sa battalla) ebbe luogo lo scontro finale fra sardo-punici e romani nell’ambito della rivolta di Ampsicora. Il lunghissimo scontro terminò con la vittoria romana sull’esercito sardo-punico guidato da Ampsicora, Annone di Tharros e Magone Barca, uccidendo circa 22000 fra sardi e cartaginesi e catturandone 3700.
Successivamente venne istituita l’arteria di collegamento fra Cagliari (Kalaris) e Porto Torres (Turris Libisonis), la quale collegava appunto i due capi dell’isola. Essa passava sicuramente anche per quello che è oggi il territorio di Sanluri, che diventa passaggio necessario per giungere al nord dell’isola.
Sono stati rinvenuti resti di villaggi risalenti alla dominazione romana nei seguenti siti, in massima parte costruiti su centri abitati preesistenti: Bia Collanas, Brunch’e Cresia, Bruncu Predi Podda, Corti Beccia, Corti sa Perda, Cuccuru de Casu Moiau, Fundabi de Andria Peis, Padru Jossu, Geni, Masoni de Baccas, Masu Serci o sa Mitzixedda, Pauli Murtas, Prediara, Sa Ruina, Stuppoi, S’Uraxi Mannu. I siti di Pauli Murtas e Brunch’e Cresia vennero poi abbandonati durante l’età repubblicana e nacquero così altri centri come quelli di Riu sa Figu e Santa Maria. Le necropoli di origine punica continuarono ad essere usate anch’esse almeno fino all’età repubblicana. In località Geni è stato rinvenuto inoltre un tratto stradale.

### Periodo bizantino ed Alto Medioevo
La presenza umana rimane constatabile anche a seguito della caduta dell’Impero Romano e della conquista bizantina, rimanendo stabile per tutto il corso dell’Alto Medioevo. Sorsero vari insediamenti sparsi per tutto il territorio comunale, principalmente su sito preesistenti. Se ne contano 28, fra le quali anche tre capelle rurali: San Michele (Miali in greco bizantino), Sant’Andrea e Sant’Elena, i cui nomi richiamano santi del menologio bizantino.

### Periodo giudicale
Nel periodo giudicale la cittadina (unico centro abitato in Sardegna cinto da mura di fortificazione escluse le 7 città regie), si venne a trovare dapprima al confine fra il Giudicato di Arborea ed il Giudicato di Cagliari, venne quindi continuamente contesa dai due giudicati. Fra il 1188 ed il 1195 venne fatto erigere dal giudice d’Arborea Pietro I un castello, divenuto poi noto come Castello di Sanluri, volto a difendere il territorio dagli attacchi provenienti da sud e quindi dal giudicato di Cagliari allora guidato da Guglielmo I Salusio IV. Il 30 ottobre del 1206, a seguito della firma del trattato di pace, Sanluri e la sua fortezza passarono sotto il controllo del vittorioso giudicato di Cagliari. All’interno del giudicato di Cagliari risulta l’appartenenza del centro alla curatoria di Nuraminis, la quale si componeva, oltre a Sanluri, degli abitati di Samassi, Serrenti, Nuraminis, Furtei, Villa Greca e Segariu. Nel 1258, a seguito della caduta del giudicato di Cagliari, la curatoria di Nuraminis e di conseguenza il centro di Sanluri tornano sotto il controllo del giudicato d’Arborea come possedimenti extra-giudicali, governati dal reggente pisano Guglielmo di Capraia. Alla morte di quest’ultimo nel 1264 il giudice Mariano II di Arborea assunse il controllo diretto degli ex territori del giudicato di Cagliari. Nel 1297, in seguito alla morte di Mariano II di Arborea, la curatoria passa sotto il controllo della Repubblica di Pisa secondo quanto richiesto dal defunto giudice nel suo testamento risalente al 4 gennaio 1295. Sotto il dominio pisano nel 1300 Sanluri divenne capitale della curatoria di Nuraminis, essendo il centro più popoloso e dalla posizione strategicamente migliore. Infatti, come riportato dal censimento pisano del 1320, la popolazione ammontava a circa 2 500 abitanti. Durante la dominazione pisana sorsero a Sanluri le prime istituzioni comunali pazionate, come attestato dal VI componimento pisano del 1320.
Proprio a causa della sua importanza strategica Sanluri costituì il primo bersaglio degli arborensi allo scoppio delle ostilità fra questi ultimi, supportati dagli aragonesi, e i pisani. Per l’appunto l’11 aprile 1323 il giudice arborense Ugone II, dopo essersi accordato con il sovrano d’Aragona Giacomo II, attaccò e sconfisse i pisani nei pressi della località Santa Caterina in territorio di Sanluri, causando lo scoppio della guerra. Nel corso dello stesso anno, durante l’Assedio di Villa di Chiesa, Ugone II di Arborea sostenne Giacomo II d’Aragona contro i pisani e stipulò la propria sottomissione feudale. A seguito della conclusione vittoriosa dell’assedio e la conseguente eliminazione delle ultime forze pisane sull’isola la Corona d’Aragona entrò in possesso del territorio di Sanluri nel corso del 1324. Successivamente alla conquista aragonese avvenne il primo sviluppo del sistema feudale: nel 1324 Sanluri venne concessa in feudo a Urraca de Entança, nel 1332 a Goffredo Gilaberto de Cruilles e nel 1349 a Ponzio Santa Pau. Nel 1353 scoppiò una rivolta contro il sistema feudale aragonese, che si diffuse poi in tutto il territorio dell’antico giudicato di Cagliari.
Sempre a causa della sua posizione strategica, il villaggio sarà poi molto conteso ed ebbe un ruolo di primo piano durante le guerre tra gli Aragonesi e i Sardi del giudicato di Arborea. Nel 1353 infatti Pietro III di Arborea, anche a causa della recente rivolta, respinse quanto stipulato vent’anni prima dal padre e attaccò il borgo di Sanluri, portando all’inizio della guerra fra le due parti. L’attacco risultò con la conquista arborense di Sanluri, che divenne quindi il punto di snodo delle operazioni belliche. La guerra sarà poi temporaneamente placata l’11 luglio 1355 mediante la Pace di Sanluri, famoso trattato di pace firmato nel castello tra gli Aragonesi e gli Arborensi. A seguito del trattato il territorio di Sanluri tornava ad appartenere alla Corona d’Aragona in qualità di villaggio di confine e, sempre nello stesso anno, quando gli aragonesi convocarono a Cagliari il primo parlamento sardo, Sanluri vi inviò i propri rappresentanti. Il paese, in virtù della posizione di confine e della conseguente importanza strategica, godeva di ampi privilegi. Sempre nel corso del 1355, nel corso di soli 27 giorni, venne edificato (in realtà ampliato e rinforzato), sotto la direzione dell’architetto Berengario Roich per conto del re Pietro IV di Aragona il mastio del maniero. Tre anni dopo, nel 1358, venne nominato castellano Ughetto di Santa Pau, feudatario del paese, il quale assunse funzioni amministrative. Nel 1364 il trattato di pace si estinse, a ciò seguirono dunque circa 45 anni di continui scontri e tensioni fra i le due potenze contendenti. A partire dal 27 luglio 1365 venne fatto erigere dal re Pietro IV di Aragona una cinta muraria difensiva(nota come Sa Muralla) intorno al borgo, con un perimetro di 1550 metri e comprendente al suo interno 16 ettari di territorio. La costruzione della parte esterna della struttura venne conclusa il 23 agosto dello stesso anno. Le mura si sviluppavano per 10 lati ed erano alte 4,50 metri e spesse poco più di un metro. Si elevavano 15 torri, di cui si quattro, alte circa 12 metri, erano poste in corrispondenza delle porte del borgo. La muraglia era in grado di ospitare migliaia fra fanti e cavalieri. Contrariamente a quanto generalmente si pensa e ad altre città murate medievali, il borgo all’interno delle mura non ospitava la popolazione sanlurese. Infatti, l’erezione della cintà muraria portò alla separazione dell’abitato in due nuclei distinti: il borgo all’interno delle mura abitato dal comandante e dai militari aragonesi a difesa di esso ed il villaggio dove risiedeva la popolazione cittadina, che si estendeva nei pressi di Piazza San Pietro e dell’omonima chiesa. Il 18 ottobre 1365 ebbe luogo l’assedio della fortezza ancora in fase di ultimazione da parte di Mariano IV di Arborea e del suo esercito. Il governatore d’Aragona lì presente rimase inizialmente intrappolato all’interno del Castello, per poi riuscire a fuggire verso Cagliari grazie all’aiuto del castellano Ughetto di Santa Pau e dei suoi soldati. Il 23 gennaio 1366 l’esercito arbonense riuscì ad espugnare la fortezza e si impossessò quindi del territorio di Sanluri. La guerra comunque proseguì e, il 24 gennaio 1388, Eleonora d’Arborea(salita al potere il 3 marzo 1383 succedendo ad Ugone III, figlio di Mariano IV) cedette il borgo e numerosi altri territori al re d'Aragona Giovanni I il Cacciatore attraverso la seconda pace di Sanluri per poi riconquistarlo nel 1391, come attestato dalla lettera scritta il 3 febbraio 1392 all’interno del borgo da Brancaleone Doria.
Nella primavera del 1393 Brancaleone Doria ordinò il trasferimento e l’armamento di tutti i cittadini sardi residenti da Monastir in su a Sanluri entro il 14 aprile dello stesso anno.

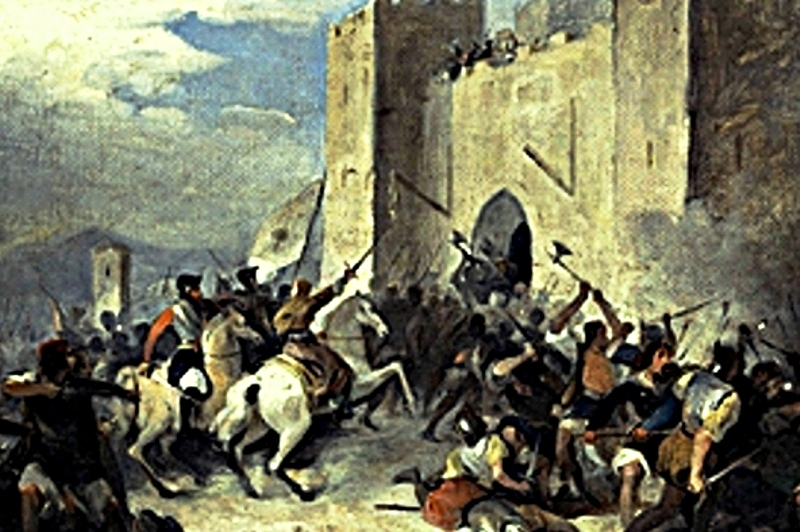
Giovanni Marghinotti, La battaglia di Sanluri

Nei primi anni del XV secolo, ancora a causa delle costanti tensioni fra il Giudicato d’Arborea e gli aragonesi, gli arbonensi rinforzarono il muro di cinta attorno al borgo e scavarono un ampio fossato. Nel febbraio del 1409 Guglielmo III di Narbona si trasferì nel borgo per cercare di trattare un'altra pace con gli aragonesi. Le trattative non portarono a nessun accordo ed il 30 giugno dello stesso anno si combatté la battaglia tra gli aragonesi, guidati dal re Martino il Giovane, ed il giudicato di Arborea, guidato da Guglielmo III di Narbona, ultimo giudice arbonense(battaglia di Sanluri). La brutale battaglia, tenutasi inizialmente nelle campagne sanluresi(località Bruncu de sa battalla e S’Occidroxiu) per poi arrivare al borgo, fu vinta dagli aragonesi e, oltre agli innumerevoli morti nello scontro, Martino fece uccidere molti superstiti fra gli abitanti del paese. La battaglia rappresentò l’episodio cruciale della storia della Sardegna giudicale ed il suo esito comportò la fine del giudicato d’Arborea e la nascita nello stesso anno del marchesato di Oristano, dipendente dalla Corona d’Aragona.

### Periodo aragonese
Tra le persone che presero parte alla battaglia al fianco di Martino vi erano Giovanni e Guantino De Sena: per i servigi prestati Giovanni fu nominato nel 1436 dal re d'Aragona Alfonso V il Magnanimo visconte di Sanluri. La neonata viscontea comprendeva anche Laconi, Genoni, Nuragus, Nurallao e Decimomannu. Di questo ampio territorio divenne poi visconte Antonio De Sena, forse figlio di Giovanni. 
Nel 1470 il castello ed il borgo cadono nelle mani di Leonardo Alagon, marchese di Oristano, che aveva battuto gli aragonesi nella battaglia di Uras; Leonardo uccise Antonio De Sena. Il figlio di questi, Giovanni, combatté tuttavia in favore di Leonardo Alagon, e per questo gli aragonesi lo condannarono a morte e alla perdita dei diritti sul castello e sulla viscontea.

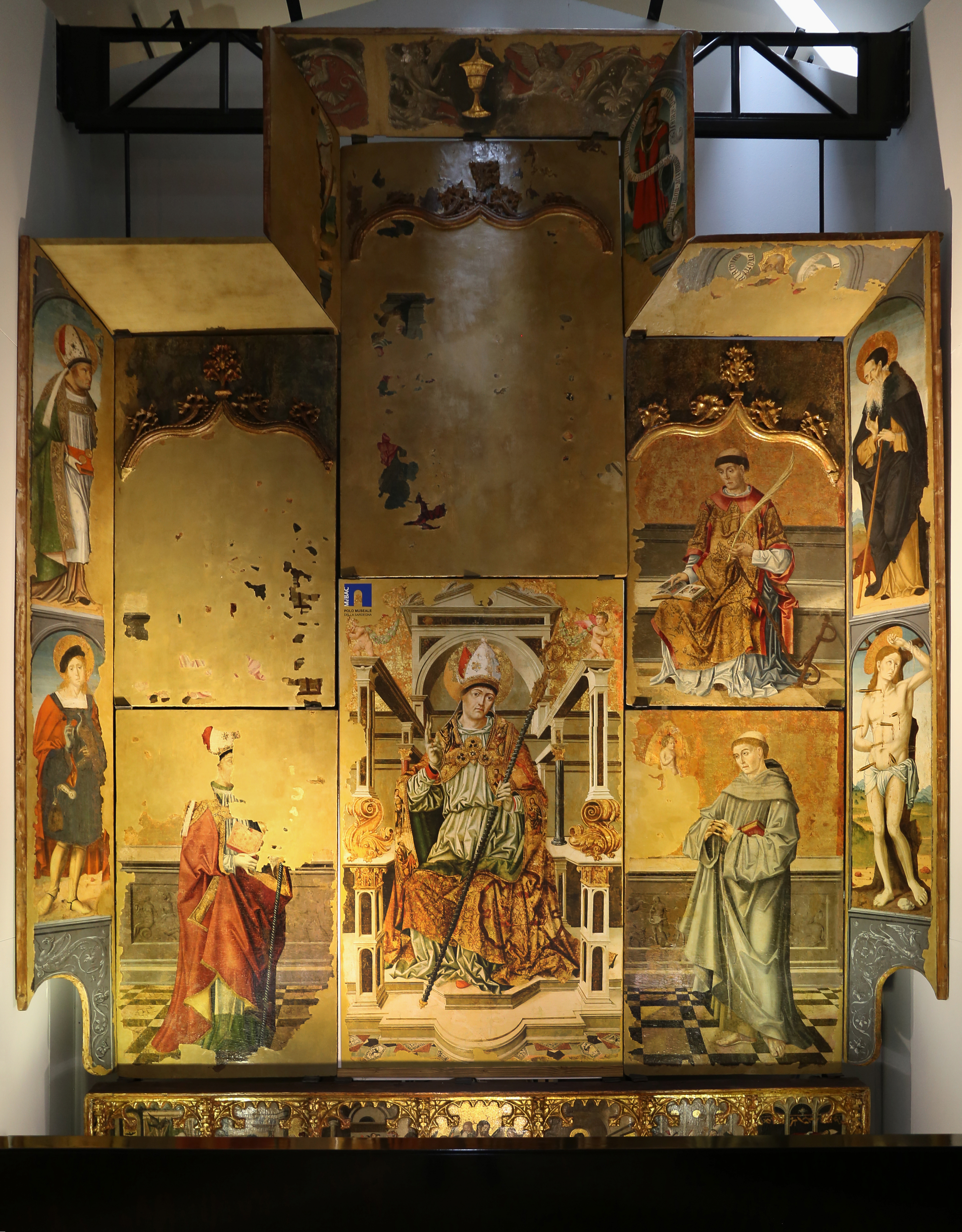
Maestro di Sanluri, retablo di sant'Eligio, 1510 circa dalla chiesa di san Pietro

Quando l'Alagon si arrese definitivamente nella battaglia di Macomer (1478), il castello e la viscontea tornarono agli aragonesi, e il re Ferdinando II il Cattolico li donò allora nel 1479 in feudo allo zio Enrico d'Enriquez. Costui vendette però i feudi ai nobili valenziani Pietro e Ludovico di Castelvì solamente un anno dopo. La famiglia Castelvì ottenne poi nel 1507 il titolo di visconti di Sanluri e ne mantenne il possesso fino al 1723 quando passò, per mancanza di successori diretti, alla famiglia Aymerich di Laconi, appartenente ad un ramo collaterale della famiglia Castelvì. Fra il 1652 ed il 1656 in tutta la Sardegna imperversò un’epidemia di peste e Sanluri fu uno dei centri maggiormente colpiti. Persero infatti la vita a causa di peste bubbonica e polmonare circa 2 500 persone e la popolazione si ridusse a meno di 100 abitanti residenti nel vicinato di San Rocco, il più elevato del centro abitato.

### Dominio sabaudo e nascita del comune

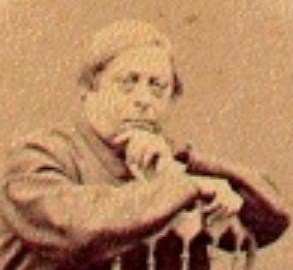
Ignazio Aymerich in una foto d'epoca

Nel 1720 la cittadina, dopo una breve parentesi austriaca (1714-1720), passò come tutta l’isola al casato dei Savoia. Il ripopolamento dell’abitato in seguito all’epidemia del 1652-1656 fu complicato e lento. Al censimento del 1782 infatti, quasi 130 anni dopo la fine dell’epidemia, la popolazione si attestava sui 473 individui. Come testimoniato dai censimenti del secolo successivo, fra il 1782 ed il 1881 si registrarono 12421 nati e 8802 morti, portando quindi la popolazione a 4 092 persone. La crescita si mostrò esponenziale e pressoché continua soprattutto dal 1782 al termine della prima metà del XIX secolo, nel 1850 infatti si contavano già 3 566 abitanti.
Il paese fu riscattato ad Ignazio Aymerich, ultimo feudatario, successivamente nel 1839 il re Carlo Alberto di Savoia emanò l’editto concernente l’abolizione del feudalesimo.
Un anno prima il re aveva inoltre concesso lo stagno di Sanluri ad una società privata francese affinché lo prosciugasse e ne ottenesse terre coltivabili; la bonifica, che prese il nome di Vittorio Emanuele, fu attuata e contribuì al progresso economico del paese. A seguito di ciò però i proprietari di bestiame, vedendosi negare la possibilità di utilizzare quei terreni ormai privatizzati, scatenarono una rivolta nel 1847, muovendosi in massa verso i terreni seminati e distruggendone i raccolti. Per sedare la ribellione vennero mandati circa cinquecento uomini armati da Villacidro, ma non ci fu alcuno scontro poiché gli allevatori si ritirarono.

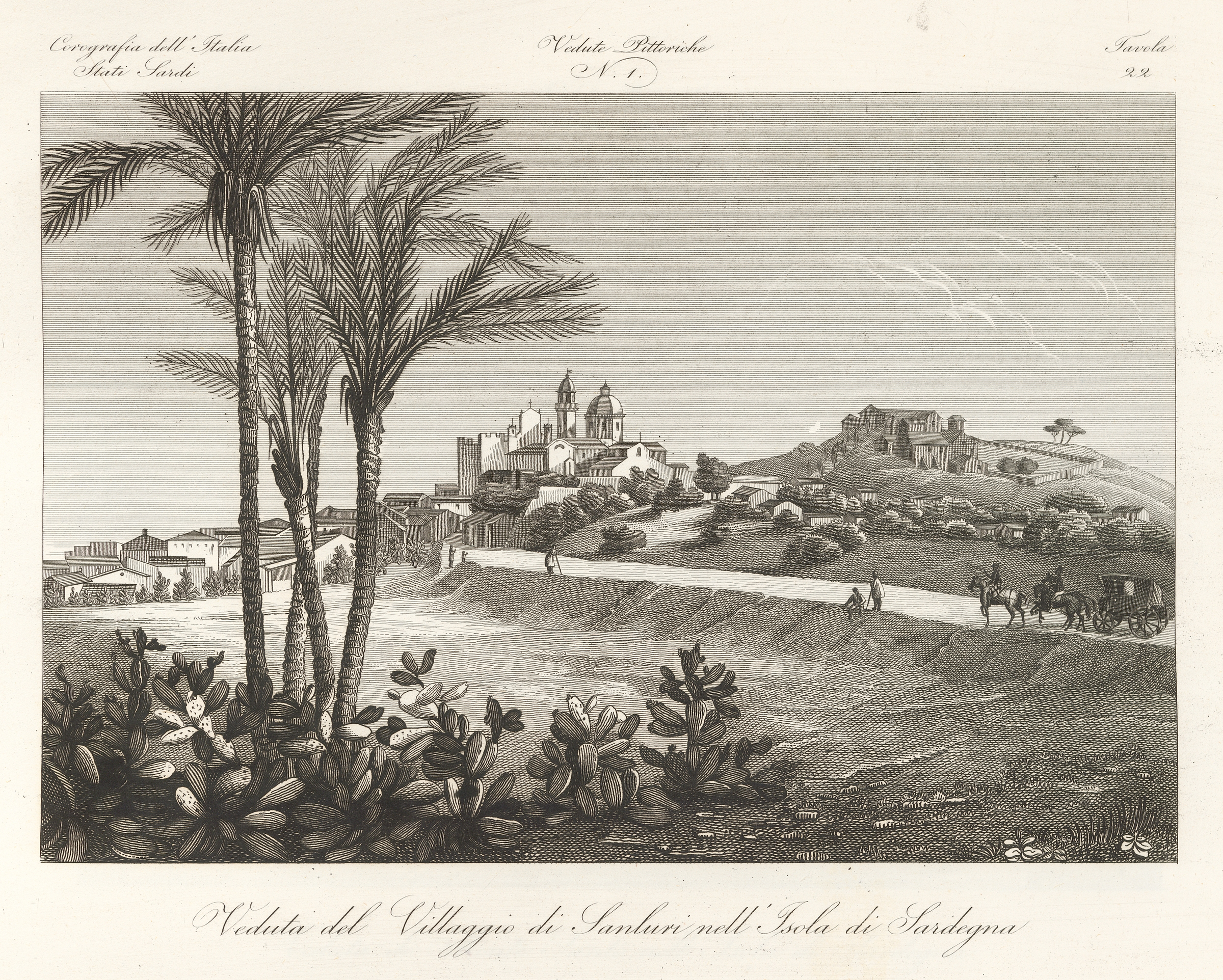
Veduta del villaggio di Sanluri nell'isola di Sardegna (1845)

Nel 1851 venne istituito il catasto.
A seguito dell’abolizione del feudalesimo Sanluri si avviò quindi a diventare un centro comunale, evento completato con la costruzione del palazzo municipale(1874-1878). Al suo interno si vennero a trovare gli uffici governativi dell’Agenzia delle Tasse, della pretura, del registro, le carceri mandamentali, gli uffici comunali, l’ufficio di conciliazione, la quasi totalità delle scuole e, successivamente, gli uffici del telegrafo e della posta.
Nel 1859, a seguito del decreto Rattazzi, il comune entrò a far parte della neocostituita provincia di Cagliari e dell’omonimo circondario. Nell’ambito del circondario divenne inoltre capoluogo del Mandamento XV, comprendente, oltre a Sanluri, i comuni di Furtei, Segariu e Villamar. Mantenne il ruolo sino alla soppressione dei circondari e di conseguenza dei mandamenti nel 1927.
Il 4 settembre 1871 venne completata la costruzione della stazione di Sanluri Stato, situata nell’area dove poi si verrà a trovare il borgo di Strovina, circa 6 km a sud-ovest di Sanluri.

#### Moti di Sanluri
Nel 1881 il Comune si ritrovava già in condizioni gravissime: le imposte erano altissime in comparazione con il salario medio della popolazione, la quale già protestava pubblicamente contro il sindaco Antioco Murru. Egli fu costretto a lasciare il proprio incarico nel giro di qualche mese e gli subentrò Nereo Manetti, commissario prefettizio convocato dal Ministero degli Interni. Egli riorganizzò la struttura comunale ed addirittura predispose un aumento notevole dell’entità delle imposte, approvato il 27 maggio dalla deputazione provinciale. In attesa delle nuove elezioni, nominò come amministratore temporaneo il piemontese Carlo Bisio.
Il 23 luglio la Prefettura di Cagliari, dopo aver finto di non sapere a lungo, invitò all’intervento gli enti locali, i quali disposero l’erogazione di sussidi ai cittadini bisognosi.
Sì arrivò così alla mattina della domenica del 7 agosto. Un vasto numero di cittadini esasperati riunitosi nel rione San Martino si diresse verso Piazza San Pietro con l’obiettivo di ottenere la sospensione dell’imposta, unendosi eventualmente ai popolani uscenti dalla vicina parrocchia. Il fatto che causò definitivamente ciò fu probabilmente la voce diffusasi in paese che sosteneva il fatto che i sussidi non fossero destinati ai cittadini più poveri.
Due fra i manifestanti si diressero a tagliare i fili del telegrafo, un altro gruppo si mise alla ricerca dell’ex sindaco Murru ed il grosso della folla si mosse verso l’amministratore Carlo Bisio, il quale cercò senza successo di calmarli.
Tale folla si diresse allora verso la sede del comitato dei manifestanti(allestita in una farmacia), dove si adoperarono per inviare un telegramma alla prefettura di Cagliari. Ciò fu però impossibile, dato che il telegrafo era stato messo fuori uso precedentemente. Bisio venne perciò obbligato ad emanare un decreto che prevedeva il non pagamento delle imposte e la restituzione da parte degli esattori delle imposte già pagate. L’arrivo seguente di tre carabinieri servì a poco e la folla diede vita ad una sassaiola, riuscendo a ferire il brigadiere. Gli altri due, assistendo a ciò, aprirono il fuoco sulla folla inerme uccidendo una donna e ferendo gravemente un altro cittadino, entrambi non coinvolti nella rivolta.
Intanto l’altro gruppo dei manifestanti riuscì a trovare l’ex Sindaco e lo condusse alla piazza antistante il Monte Granatico, al fine di convincere i funzionari della struttura a erogare i sussidi a tutta la popolazione. Successivamente i manifestanti, già esasperati ed ulteriormente irritati dall’atteggiamento di Murru, lo presero a bastonate e lo trucidarono brutalmente.
Un'altra guarnigione di carabinieri arrivò dalla caserma vicina e, vedendo il cadavere dell’ex sindaco, arrestò l’unico manifestante nelle vicinanze ancora armato.
Attorno alle 16:00 circa 40 manifestanti si diressero nuovamente verso la piazza e 
iniziarono a minacciare i carabinieri che vigilavano il corpo dell’ex sindaco. A seguito di tali minacce, vennero inviati sul luogo altri dodici carabinieri armati, pronti a rispondere all’imminente attacco della crescente folla. Lo scontro ebbe così inizio e si protrasse per altre due ore, nelle quali fra i civili quattro persero la vita ed altri cinque vennero gravemente feriti. Fra i carabinieri solo due riportarono lievi ferite. A concludere il tutto l’arrivo verso le 18:30 di una mezza compagnia di fanteria da Cagliari, la quale arrestò 74 manifestanti. Alcuni giorni dopo avvenne l’arresto di altri 8 cittadini ritenuti coinvolti nella rivolta, fra cui l’amministratore Carlo Bisio. 
Il processo, poi divenuto noto come “Processo della fame”, ebbe inizio a Cagliari l’8 novembre 1882 e terminò il 26 febbraio 1883. 37 imputati vennero assolti, 25 furono condannati a pene pecuniarie ed altri 17 furono condannati ai lavori forzati a vita, fra cui anche Carlo Bisio, il quale però dopo 20 anni ottenne la Grazia Sovrana e fece ritorno a Sanluri il 30 marzo 1901.

### Storia Moderna e contemporanea
Nel 1928 venne istituita la Strada statale 131 Carlo Felice, collegante Cagliari e Porto Torres e passante per Sanluri, ripercorrendo il tracciato dell’antica strada romana. La cittadina tornò quindi ad essere un passaggio obbligatorio nell’ambito dell’attraversameno dell’isola da un capo all’altro.
Negli anni ‘90 del XX secolo a Sanluri nascono vari enti e sedi di servizi decentrati volti a servire l’allora parte settentrionale della provincia di Cagliari. Questi furono i primi passi verso l’autonomia provinciale, ottenuta poi con l’istituzione della provincia del Medio Campidano attraverso la legge regionale n.9 del 12 luglio 2001. Sanluri fu quindi nominato capoluogo provvisorio in attesa delle prime elezioni provinciali. L'8 maggio 2005, a seguito delle elezioni, la provincia divenne pienamente operativa ed il 18 gennaio 2006 Sanluri venne confermato capoluogo, venendo affiancato da Villacidro. La cittadina venne designata come sede della presidenza, della giunta e costituì la sede legale della provincia. Ricoprì il ruolo sino alla soppressione dell'ente nel 2016.
Fra il 2016 ed il 2021 ha fatto parte della provincia del Sud Sardegna con capoluogo provvisorio Carbonia, ospitando una sede dell’amministrazione provinciale.
A seguito della riforma degli enti locali sardi del 2021 Sanluri sarà il capoluogo della reistituita provincia del Medio Campidano, insieme a Villacidro.
Conseguentemente al decreto di legge del 12 aprile 2021 il comune ottiene il titolo di città.

### Simboli

Lo stemma della Città di Sanluri

Lo stemma e il gonfalone del Comune di Sanluri sono stati concessi con decreto del presidente della Repubblica del 30 settembre 1955.
(D.P.R. del 30 settembre 1955)
Il gonfalone è un drappo partito di bianco e di rosso.

## Monumenti e luoghi d'interesse

### Architetture religiose

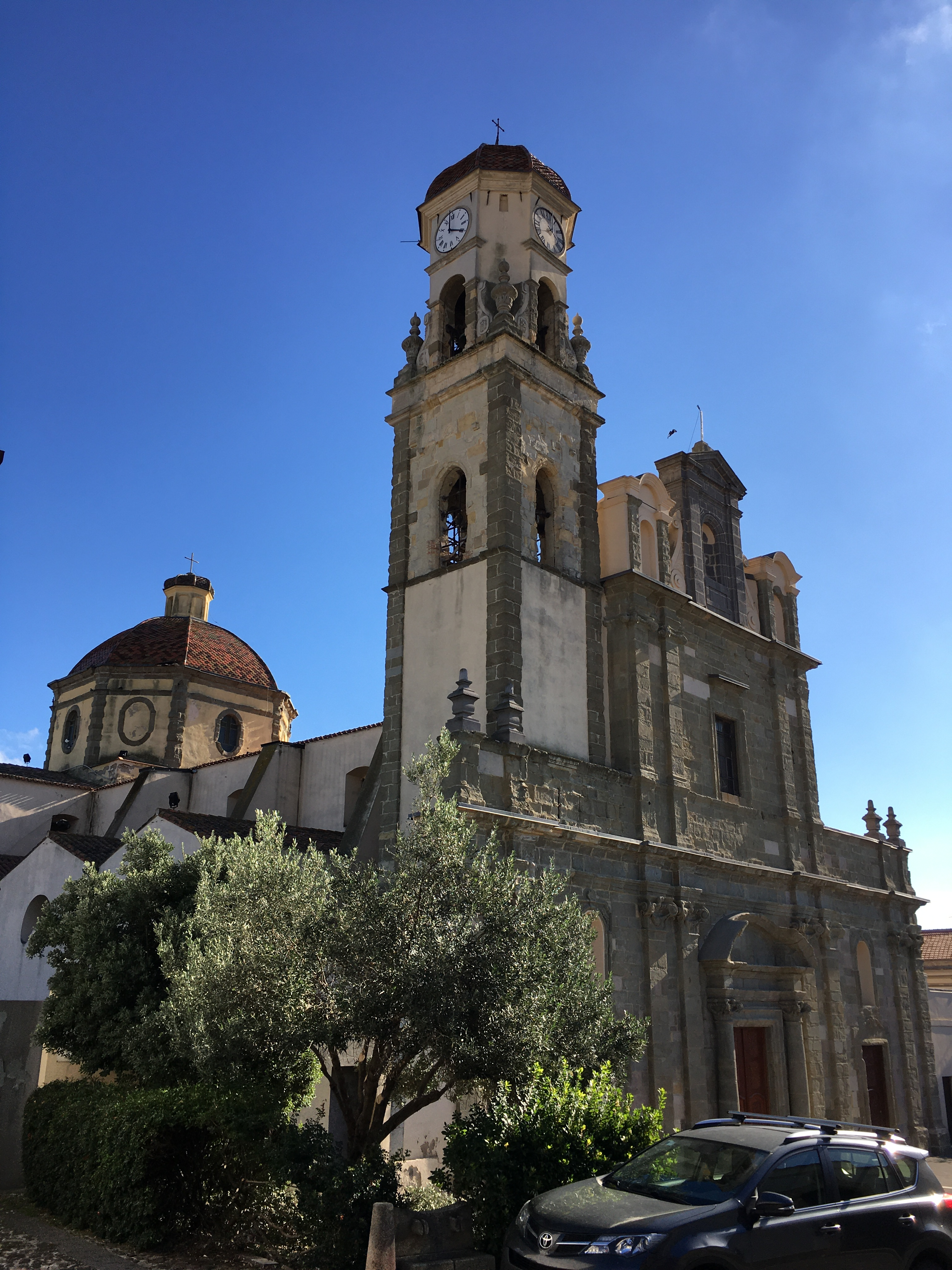
La chiesa parrocchiale di N.S. delle Grazie

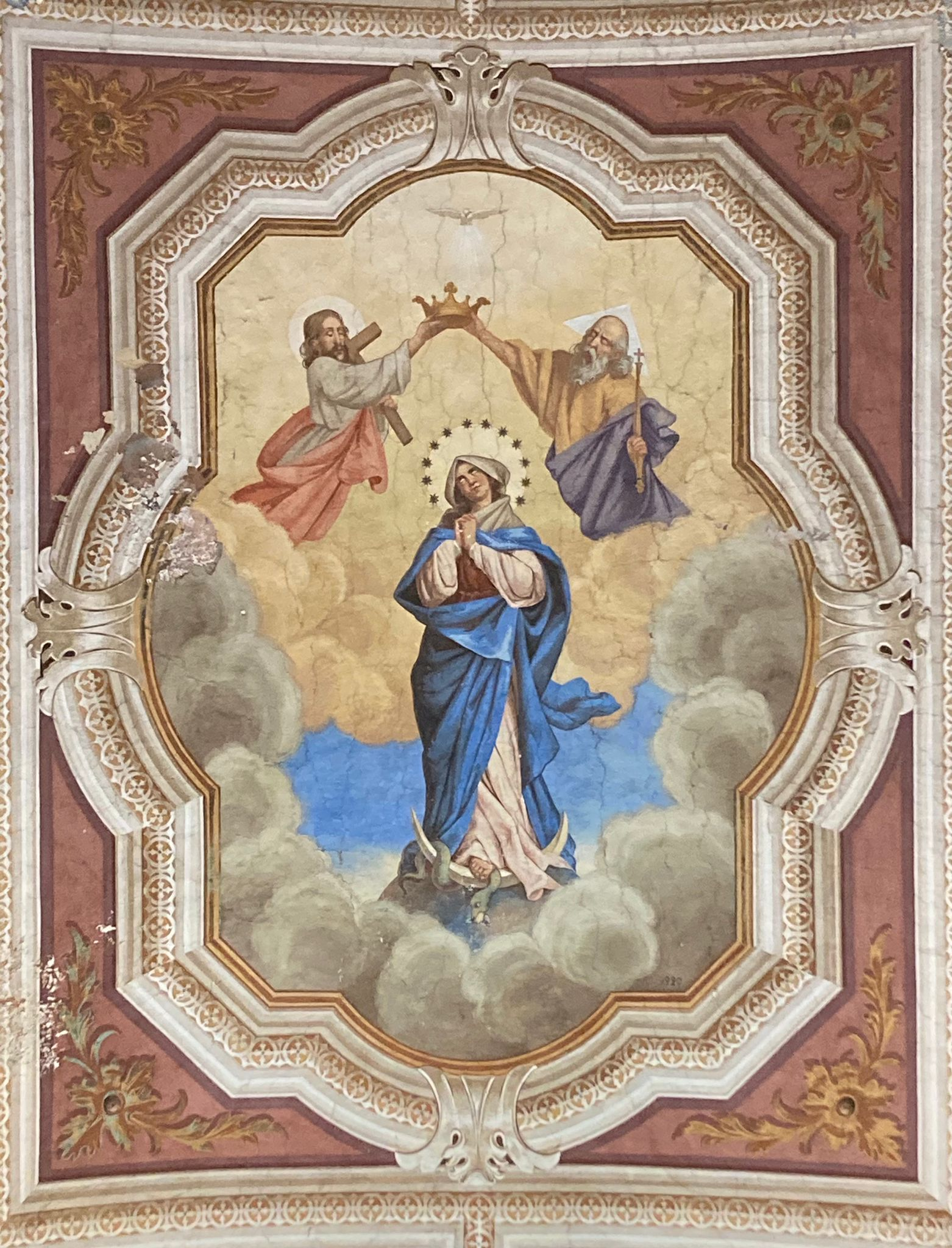
Assunzione della Beata Vergine, dipinto sopra il presbiterio della Parrocchiale

Chiesa di Nostra Signora delle GrazieÈ la chiesa parrocchiale, posta in pieno centro di Sanluri, a pochi metri di distanza dal Palazzo che ospita il Municipio. La chiesa parrocchiale raccoglie in sé circa cinque secoli di storia della popolosa cittadina essendo stata edificata sopra l’antica chiesa dei Santi Cosma e Damiano, la quale era sita ai margini del borgo fortificato, entro il perimetro della cinta muraria, accanto alla porta non più esistente detta “Su Pottabeddu”. Edificata presumibilmente nel secolo XVI in stile tardo gotico – catalano, fu quasi completamente ricostruita in forme barocche nella seconda metà del secolo XVIII. Sulla base di documenti d’archivio è comunque possibile delinearne la struttura originaria e seguirne in parte le vicende costruttive. Tra il 1781 e il 1786 fu edificato il nuovo edificio di culto, sul sito della preesistente chiesa della quale resta il campanile gotico. Nella chiesa parrocchiale è custodito il Retablo di Sant'Anna di Antioco Mainas, dell'epoca rinascimentale. Esternamente la facciata si divide in tre parti, all’interno si hanno tre navate. All’incrocio fra la navata principale e il transetto si eleva una cupola su un tamburo poligonale.  Fra i numerosi interventi di completamento e ristrutturazione il più rilevante risulta quello riguardante la facciata, completamente riedificata dopo il crollo avvenuto il 31 dicembre 1904.
Chiesa del Sacro CuoreÈ una piccola chiesa parrocchiale situata all'interno dell'abitato di Sanluri Stato nella frazione di Sanluri Stato. È stata eretta il 1º dicembre 1945 ed è un edificio moderno con la facciata che si articola su differenti livelli. Le due parti laterali risultano di inferiore altezza rispetto alla parte centrale, aggettante rispetto agli stessi, e sono caratterizzati da un piatto terminale, culminano con lanternini, uno per parte. Di dimensioni maggiori si ritrovano anche al centro. Gli ingressi sono cinque, tutti sormontati da lunette che racchiudono decorazioni a mosaico. Il portale principale, al centro, risulta incorniciato e architravato. L'interno ha una navata unica con cappelle laterali sui due fianchi.
Chiesa di San PietroLa chiesa di San Pietro è una piccola chiesa parrocchiale di età medievale posta nell'omonima piazza principale, quasi di fronte al palazzo municipale. Risalente al XIV secolo, fu consacrata nel 1377 e fu per un certo periodo la chiesa parrocchiale. Presenta forma basilicale a due navate, originariamente coperte da volta a tavolato. Ospitava inizialmente il retablo di Sant'Eligio, opera di grande importanza storica e artistica realizzata nella prima parte .: del XVI secolo da autore ignoto conosciuto come Maestro di Sanluri.

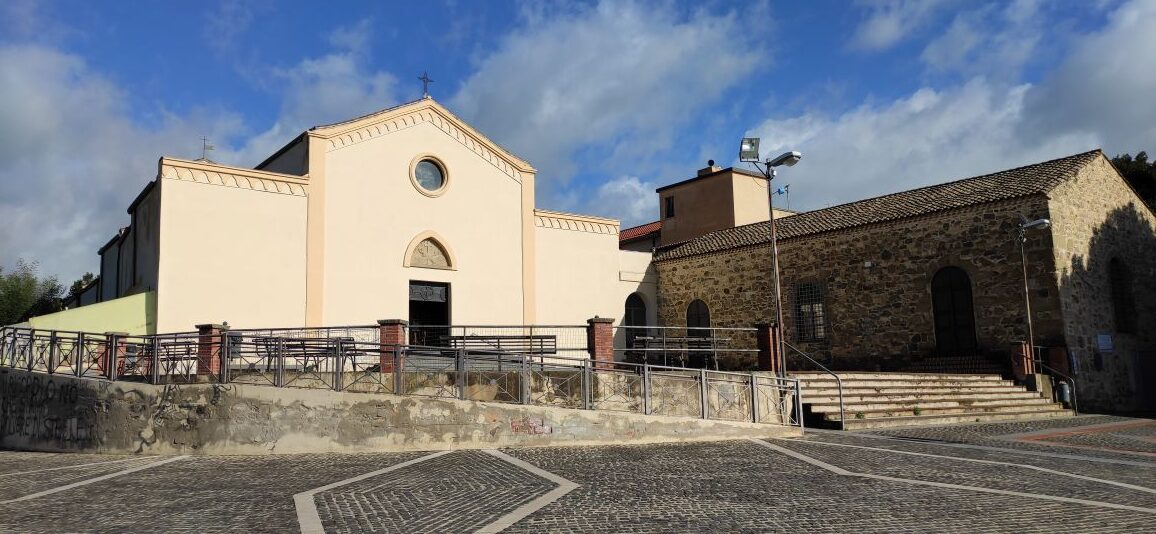
Chiesa di San Francesco d'Assisi

Chiesa di San Francesco d'AssisiLa chiesa di San Francesco d'Assisi (Convento dei Padri Cappuccini), conosciuta anche come chiesa dei Cappuccini, è ubicata in Via Padri Cappuccini. Essa fu costruita insieme al convento durante l'età spagnola per conto dei frati cappuccini. Nel 1609, viene posata la prima pietra e sebbene non si conosca l'esatta data di completamento della costruzione, si sa che nel 1637 la chiesa risultava già completata. Nel 1866, in seguito alle Leggi Siccardi, i frati vennero espulsi dal convento e nel 1868 fu ceduto per 170 lire annue a Padre Ermenegildo Cinesu. Successivamente fu di nuovo messo all'asta ed il 1674 venne acquistato a rate da Stefano Demuro di Sanluri che poi ridiede in proprietà ai frati nella persona del suo amico Padre Luigi Maria Agus da Ghilarza. Nel 1939 la chiesa subì danni gravi causati da un uragano che la lasciarono scoperchiata e con la facciata cadente. Fra il 1939 ed il 1940 fu quindi parzialmente demolita e ricostruita col contributo dei cittadini di Sanluri e dei paesi vicini. Nel 1991 nell'ala interna del convento nasce il Museo etnografico dei cappuccini. In esso sono esposti arredi sacri, documenti storici d'archivio, antichi strumenti dei laboratori di fisica, reperti archeologici, ecc.:L'impianto conventuale in origine fu fatto con uno stile consono a quello delle costruzioni dei cappuccini di quel periodo. Ma nel corso della storia sia chiesa che convento subirono varie modifiche come ampliamenti e restauri che ne hanno cambiato la forma originaria, dell'originaria struttura seicentesca si conserva solamente la prima cappella nella navata sinistra (oggi dedicata alla Beata Vergine Immacolata). La chiesa oggi ha tre navate: quella centrale con una volta a botte e quelle laterali con volte a crociera. Le navate laterali hanno 3 cappelle ognuna quelle di destra sono frutto di un ampliamento avvenuto durante il restauro del 1939-1940, che ha conseguito la riduzione del chiostro adiacente. Presbiterio (con volte a crociera) e coro (con volte a botte) sono separati da un tramezzo rivestito in legno. Nel restauro del 1939-1940 sono state anche demolite e ricostruite le volte della navata del presbiterio. La chiesa ha tre piani.

Chiesa di San MartinoSi trova nel quartiere di San Martino dove ogni sabato si tiene il mercato. Probabilmente risalente al periodo della dominazione pisana, quindi fra il XII ed il XIV secolo, è stata poi sottoposta a vari rifacimenti che hanno portato alle forme recenti. Era originariamente sita fuori dalle mura della città, accanto al cimitero dedicato alle vittime delle epidemie. Restaurata, viene aperta al pubblico in occasione dell'annuale sagra di San Martino.
Chiesa di San SebastianoÈ posizionata nel centro storico in prossimità del castello e, a seguito di restauri, conserva una delle due campane della chiesa di San Rocco. È a navata unica e la sacrestia si trova alla sua destra. Non si conosce con esattezza la data di erezione, in quanto fu interessata da molteplici interventi di ristrutturazione ed ampliamento, in particolare nel corso del XVIII secolo quando ha avuto luogo l’aggiunta della sacrestia. Nella facciata vi è un’iscrizione riportante la data 1518, tuttavia essa può anche essere riferita ad un intervento di restauro o alla consacrazione della chiesa.

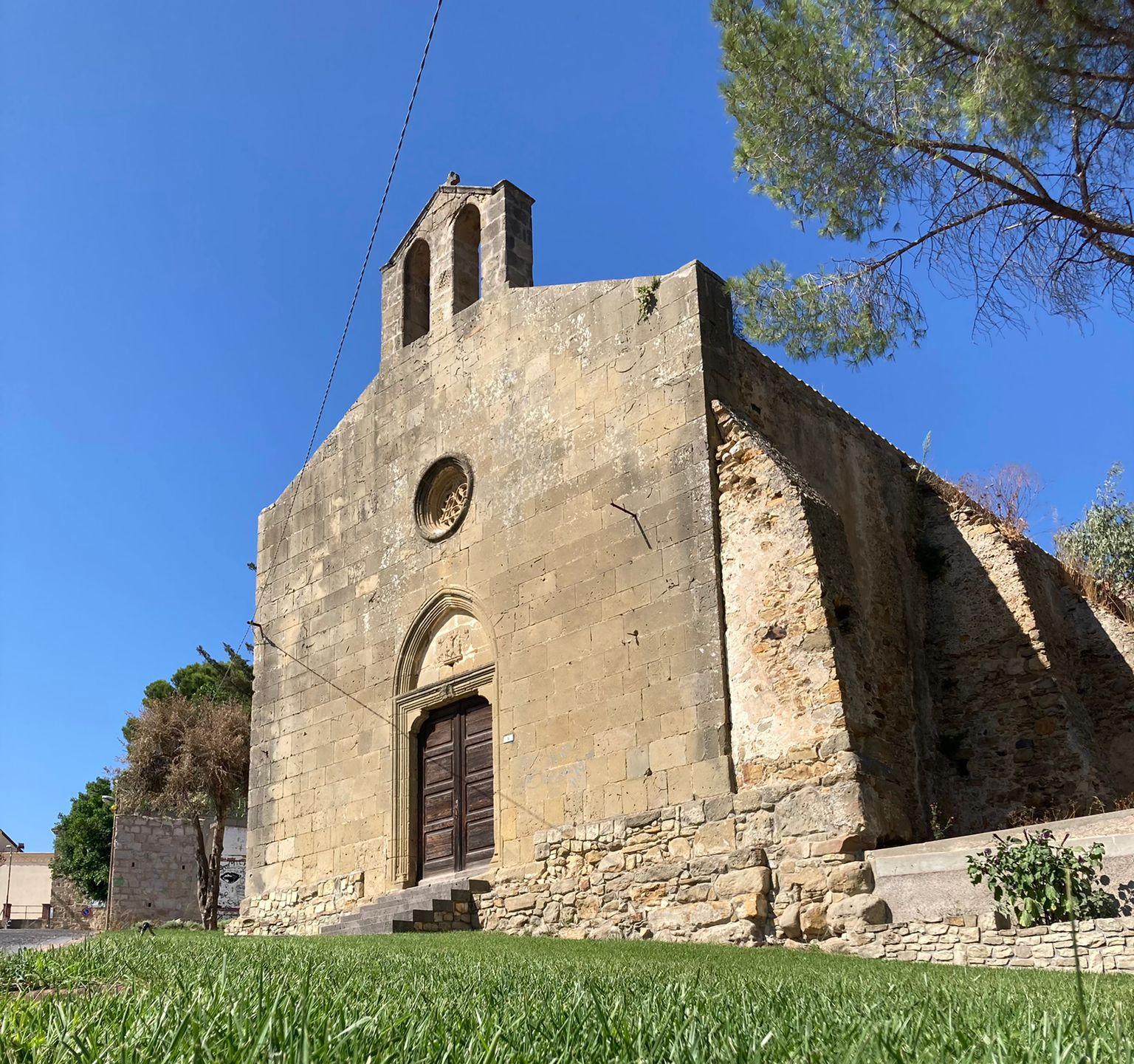
Chiesa di San Rocco

Chiesa di San RoccoSi affaccia sulla ripida salita che conduce al convento dei Cappuccini. Edificata successivamente alla grave pestilenza che colpì l'intera Sardegna nel 1652-1653 e che nella sola città causò 2500 vittime, è rimasta consacrata fino alla seconda metà del XX secolo poi, caduta in rovina, è stata sconsacrata. Successivamente è stata restaurata e ospita gli strumenti dell'orchestra bandistica A.Ponchielli (istituzione che vanta più di 100 anni di vita). La facciata ripropone la struttura tipica delle chiese sarde di stile gotico-catalano, mentre lo spazio interno, a navata unica, è di gusto rinascimentale.

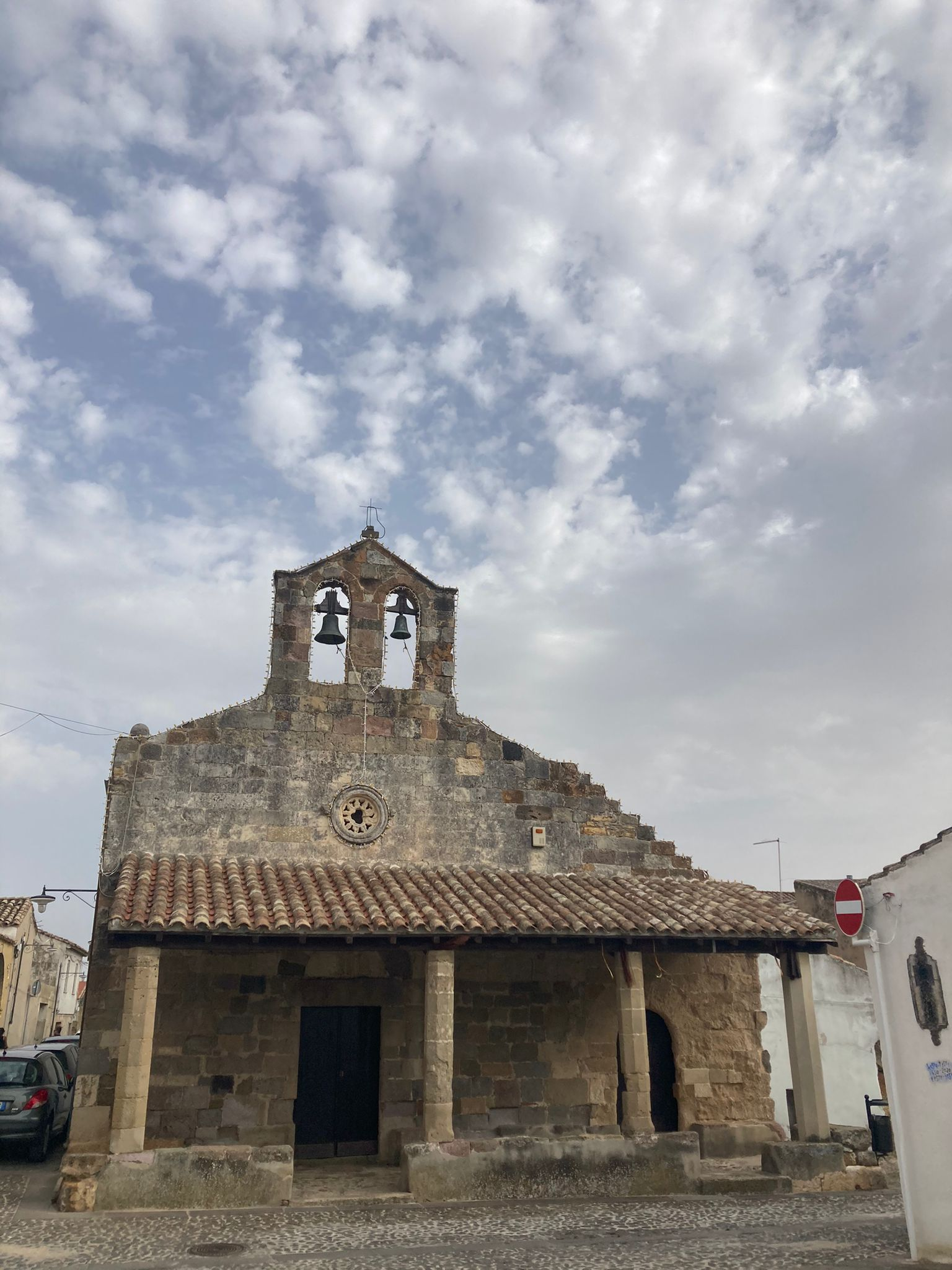
Chiesa di San Lorenzo, diacono e martire, facciata

Chiesa di Sant'AnnaÈ dal 1726 sede della Confraternita del Carmine. Si trova nel centro storico, la facciata è caratterizzata da un portale rettangolare sovrastato da una finestrella e l'interno è a navata unica con soffitto a capriate e presbiterio voltato a crociera. L'esatta data di costruzione non è nota ma è accertata l'esistenza della chiesa e del cimitero contiguo già nel XVI secolo. Gli interventi successivi, specialmente quelli del XVIII secolo, hanno trasformato ampiamente l'edificio, ristrutturandolo ed ampliandolo.
Chiesa di San LorenzoSi trova nel centro storico, a poca distanza dal castello medioevale. Essa ha forma basilicale con due navate con volta a capriata e cappelle terminali con volta a crociera. La facciata è caratterizzata da un porticato, due portali d’ingresso, uno dei quali (romanico) e sovrastato da un piccolo rosone.  Il campanile è a vela a due luci e due campane che risalgono rispettivamente al 1320 ed 1434. Conserva un importante soffitto ligneo con teste di leoni e draghi. : Il primo impianto pare essere romanico, venne poi ampliata nel periodo Catalano/Aragonese dove risulta l'ingresso ad' arco presumibilmente agli inizi del XIV secolo con una seconda navata. : Nei secoli successivi, sottoposta a vari rifacimenti ed ampliamenti. Gli ultimi interventi risalgono al XVII, quando vennero ricostruiti il tetto e le cappelle e venne innalzato il porticato.: Della struttura originaria risalente al romanico rimangono solo il portale lunettato, il rosone ed una monofora nella parete laterale. È dal 1697 la sede della confraternita della Madonna d’Itria. : Nel medioevo, la chiesa è stata a lungo la parrocchia del piccolo borgo.
Chiesa di Sant'Antiogu Becciu (Sant’Antioco Vecchio)Rappresenta un antico luogo di culto rimasto a lungo diroccato situato a circa 5 km da Sanluri, sulla strada rurale che conduce a Villanovaforru. La sua costruzione venne disposta dal lascito di Antonio Pibiri inserito nel registro dei defunti l'8 settembre 1610, in cui ordinava appunto la costruzione di una chiesa dedicata al culto di Sant'Antioco delle stesse forme e dimensioni della chiesa di San Sebastiano in cambio della vendita di vari beni. La disposizione fu accolta con entusiasmo dalla popolazione, seguirono perciò varie donazioni da parte dei cittadini fra il 13 gennaio 1611 ed il 1º gennaio 1617. La costruzione iniziò nel 1610. Dai Registri Patenti risulta il rilascio della patente di eremitano al cittadino di Sanluri Antonio Mely il 13 giugno 1692. Non sono noti ad oggi altri eremitani. Negli ultimi anni del XVIII secolo il rettore Ramon Mamely sostiene nei suoi scritti l'appartenenza della chiesa alla parrocchia di Sanluri, la quale contribuiva per l’acquisto di alcuni beni necessari per la festa annuale svolta nei pressi della chiesa. L'ultima festa risulta sia svolta nel 1910-1911, prima della grande carestia dei raccolti di quell’anno a Sanluri e poi alle difficoltà successive alla prima guerra mondiale che portarono all'abbandono definitivo della chiesa. Dopo i vari crolli che, a partire dagli anni sessanta, hanno coinvolto il tetto, l'altare, il campanile, le murature ed infine l'arco d'ingresso, l'edificio è stato ridotto ad un completo rudere per oltre cinquant’anni. Nel 2014 le proloco di Sanluri e Villanovaforru hanno costituito un comitato volto al recupero della chiesa. Nel 2018, a seguito di opere di volontariato e donazioni, la ricostruzione è stata completata ed è avvenuta la benedizione della chiesa.
Chiesa di Sant’Antiogu Nou (Sant’Antioco Nuovo)È situata nella strada che conduce a Lunamatrona, in località Funtana Noa. Disposta nel proprio testamento dal devoto Francesco Podda Usai il 29 maggio 1935, la costruzione fu iniziata dallo stesso ma non fu mai ultimata a causa della mancanza di risorse. Nel suo testamento egli disponeva anche la celebrazione di una festa nei presi della chiesa, la quale fu celebrata fino agli anni sessanta nonostante lo stato di costruzione dell’edificio.

### Architetture militari
Castello di Sanluri

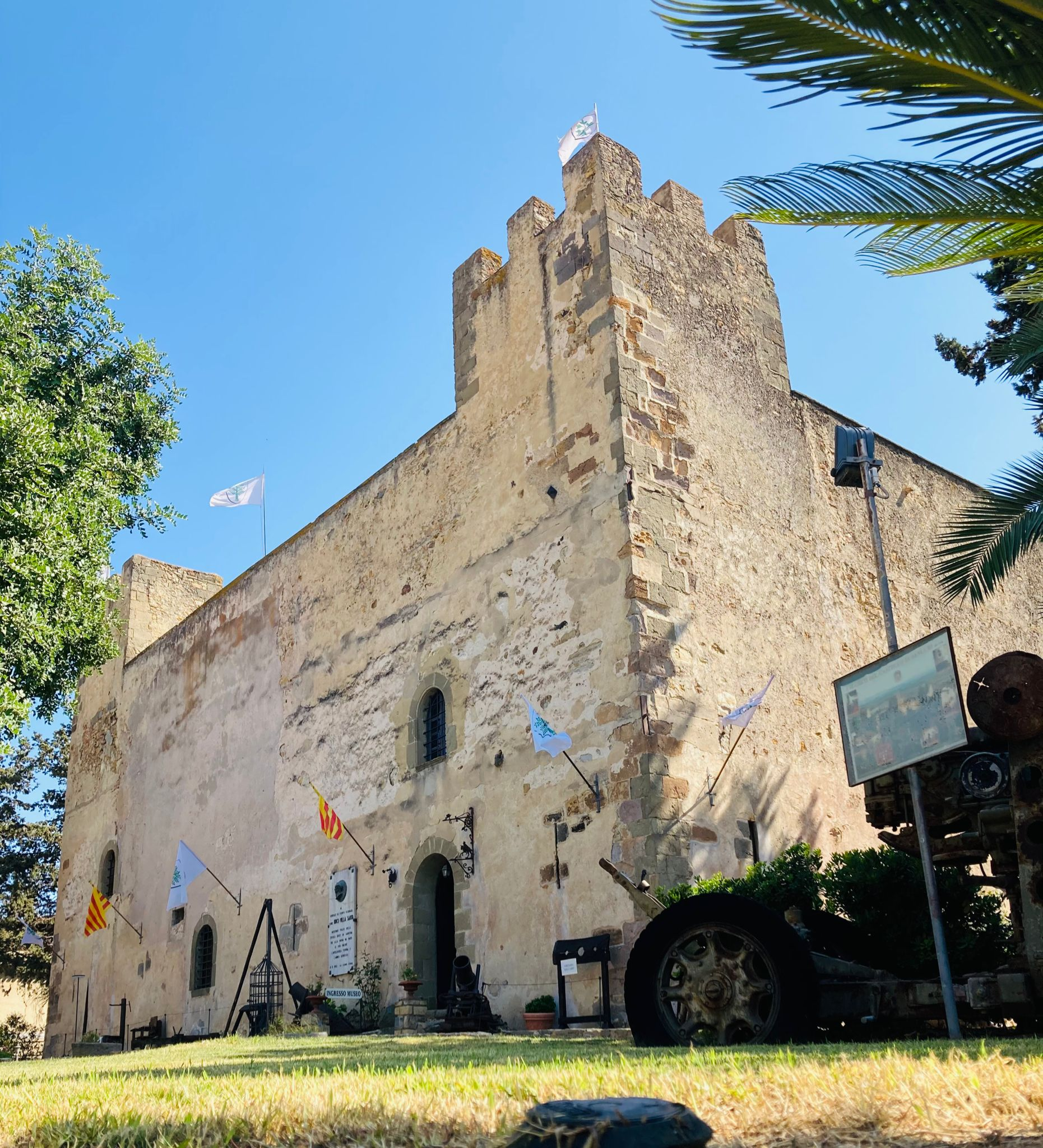
Ingresso del Castello di Sanluri, prospetto antistante alla piazza omonima.

È un antico maniero che si trova al centro della città e fu costruito tra il XII e il XIV secolo, quando il giudicato di Cagliari era sotto l'influenza di Pisa e al confine con quello di Arborea. Fu ampliato dagli Aragonesi nel 1436 quando ne entrarono in possesso dopo la battaglia di Sanluri (1409). Il castello, oggi di proprietà della famiglia Villasanta, è formato da due edifici che si differenziano per la presenza di ampie finestre in uno e di feritoie nell'altro, si pensa che avessero utilità diversa (civile e militare).
Porta del Castello
Situata di fianco alla succitata fortificazione, era uno degli ingressi originali alla città ricavato nella cinta muraria.

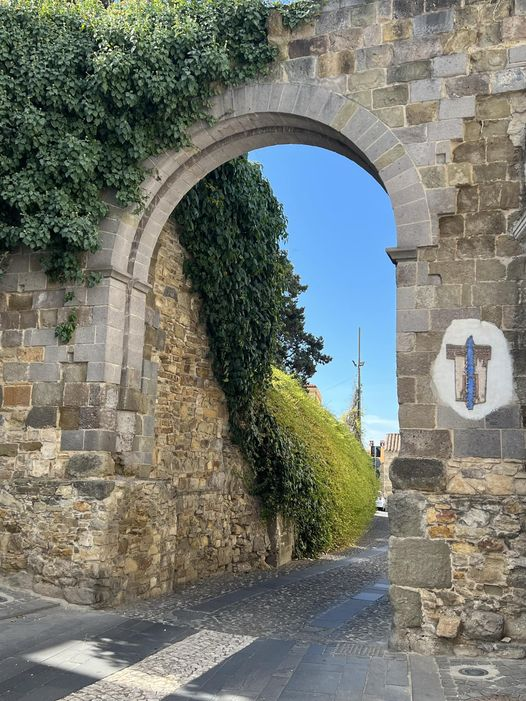
"Sa potta de su Casteddu" - (La Porta del Castello)

## Società

### Evoluzione demografica
Abitanti censiti

### Etnie e minoranze straniere
Il 31 dicembre 2019 gli stranieri censiti nel territorio comunale sono 163, pari a circa il 1,9% della popolazione complessiva. La comunità straniera più numerosa è quella proveniente dalla Romania con il 26,38% di tutti gli stranieri presenti sul territorio.
Sono riportati di seguito i principali gruppi di stranieri residenti in città, il loro numero di componenti e la loro percentuale rispetto a tutti gli stranieri presenti:
1. Romania: 43 (26,38%).
2. Repubblica Popolare Cinese: 27 (16,56%).
3. Marocco: 19 (11,66%).
4. Senegal: 10 (6,13%).
5. Guinea: 8 (4,91%).

### Lingue e dialetti
La variante del sardo parlata a Sanluri è il campidanese occidentale. Nella frazione di Sanluri Stato è parlato anche il veneto, portato dai coloni veneti arrivati fra il dicembre 1928 e la fine degli anni ‘30 per popolare l’area a seguito della bonifica dello stagno Sabazus.

## Cultura

### Istruzione
Sanluri ospita, dagli anni cinquanta del XX secolo, un istituto retto dai padri Scolopi.
La città ospita anche scuole superiori pubbliche in cui vanno, oltre agli studenti sanluresi, anche studenti dei comuni vicini.

### Musei

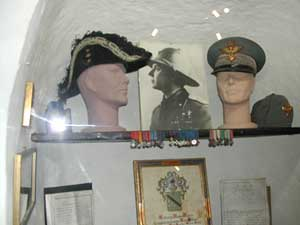
Museo risorgimentale Duca d'Aosta

- Museo risorgimentale Duca d'AostaMuseo risorgimentale Duca d'Aosta: sito all'interno del castello ospita mobili, stanze, quadri ma anche molti cimeli di guerre risalenti al periodo compreso tra il 1800 e il 1918. Il generale Nino Villa Santa venne incaricato dal duca d'Aosta di trovare nell'isola un luogo idoneo per il museo. Il generale non ebbe dubbi: il luogo più adatto non poteva che essere il castello di Sanluri. Mediamente il museo è visitato da 20 000 persone l'anno.
- Museo etnografico dei Cappuccini: ubicato all'interno del convento dei cappuccini, fu fondato nel 1991 e conserva arredi sacri, documenti storici d'archivio, antichi strumenti dei laboratori di fisica, reperti archeologici, ecc.[50]
- Museo del pane: ospitato nei locali ex frantoio oleario di quella che si suppone fosse la dimora dei feudatari di Sanluri (Castelvì e Ajmerich) poi passata in proprietà al generale Villasanta,dal 1946 conte.

### Eventi

#### Feste e sagre

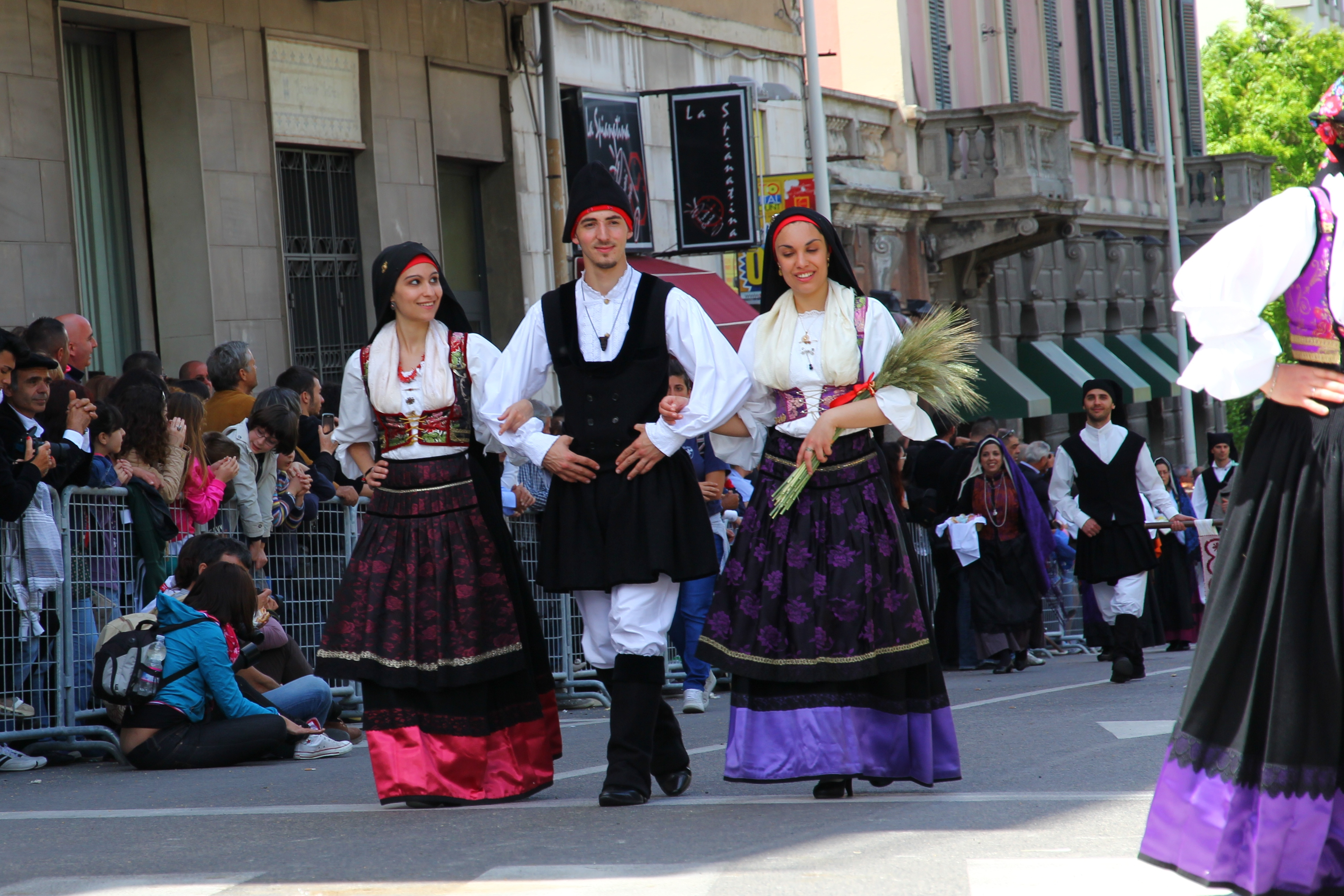
Costume tradizionale di Sanluri

- Costume tradizionale di SanluriL'11 maggio si festeggia Sant'Ignazio da Laconi
- Il 31 maggio si festeggia la patrona, Nostra Signora delle Grazie
- A fine giugno degli anni dispari si ricorda, con una rievocazione storica, Sa Battalla del 30 giugno 1409 nella quale si scontrarono l'esercito siculo-catalano-aragonese guidato da Martino il giovane re di Sicilia e Infante di Aragona contro l'esercito sardo giudicale, al comando del francese Guglielmo III visconte di Narbona ultimo giudice del Giudicato d'Arborea
- Il 10 agosto si festeggia San Lorenzo
- A fine settembre si rievoca per un giorno l'atmosfera storica del borgo con la Festa del Borgo, si possono vedere artigiani all'opera con strumenti tradizionali e si possono gustare antiche specialità gastronomiche
- Il 4 ottobre si festeggia San Francesco
- L'11 novembre si festeggia l'estate di San Martino

### Prodotti tipici
La città di Sanluri è rinomata per il pane, in quanto viene prodotto il Civraxu, pane conosciuto e diffuso in gran parte della Sardegna.

## Geografia antropica

### Quartieri
- Sanluri Nord: Il quartiere comprende la zona nord, a partire dall'"Hotel Mirage".
- Sanluri Sud: Questo quartiere contiene la zona sud, partendo dalla stazione dei pompieri.
- Sanluri Ovest: Comprende la zona ovest della città, a partire dal cimitero comunale. È una zona piuttosto agiata e all'interno è presente "Piazza Porta Nuova", la seconda piazza della città.
- Sanluri Est: È la zona più povera della città. Parte dallo stadio comunale "Campu Nou" e arriva al "Parco S'Arei".Contiene inoltre varie palazzine.
- Su Luminariu: Il quartiere contiene la zona andante dal ristorante "Rosy" agli orti dopo le scuole elementari di via Giovanni XXIII.
- Sa mata de s'olia (sa mata 'e s'obia): quartiere che contiene la parte sud del centro storico.
- Funtana Sisi (Funta' Sisi): Questo quartiere comprende la parte nord del centro storico. Qui è sito il Castello.
- Santu Martinu (Santu Mati'): Quartiere che comprende Viale Trieste, San Martino e le vicine strade.

### Aree Industriali

#### Zona Industriale Villasanta
La principale zona industriale della città è denominata Villasanta e si trova a circa 2 km a sud-est rispetto al centro abitato.
In questa zona è presente la fabbrica della Crocchias, azienda che produce patatine e snack.
Sono presenti inoltre vari magazzini, concessionarie ed altre attività.

#### Area PIP
Zona industriale posta immediatamente a sud-ovest del centro abitato, sulla parte destra di via San Martino. Sono presenti varie imprese edili, officine ed un birrificio artigianale.

#### Zona Industriale San Martino
Zona industriale posta a sud-ovest del centro abitato, sulla parte sinistra di via San Martino e perciò contigua all’area PIP. Sono presenti la sede dell’azienda chimica Comochi, un ecocentro e varie aziende manifatturiere.

#### Zona industriale Su Titti/Pixinas
Posta immediatamente a sud del centro abitato, comprende la sede dell’azienda artigianale Farser(produttrice degli snack Guttiau), negozi d’elettronica, carrozzerie ed altre attività.

### Frazioni

#### Sanluri Stato
Sanluri Stato (in sardo "Stani" (pronuncia locale: Stãi), significa in italiano "Lo Stagno") è la più popolosa delle due frazioni di Sanluri, avendo una popolazione di 789 abitanti.
Comprende il centro abitato di Strovina, che si trova a 6,3 km a sud-ovest di Sanluri.

##### Storia
La bonifica dello stagno Sabazus, come veniva chiamato lo specchio d’acqua del Medio Campidano, iniziò nel 1831. In principio fu l’Ing. Giovanni Antonio Carbonazzi, ispettore e direttore del Genio Civile di Cagliari, a presentare un piano per il prosciugamento dello stagno di Sanluri, a cui seguì qualche anno più tardi il tentativo di tre imprenditori francesi di creare una società per dare vita al progetto. Il re Carlo Alberto di Savoia chiese che il futuro stabilimento fosse intitolato al principe ereditario Vittorio Emanuele II. La società riuscì a prendere la regia patente il 14 aprile 1838, tutto però successivamente si concluse miseramente ed essa fallì nel 1847, lasciando in abbandono i pochi caseggiati costruiti.
La società venne messa all’asta il 6 aprile 1857 e subentrerà così il maggiore creditore, il marchese Ludovico Andrea Pallavicini di Genova, il quale però non modificò nulla e compromise quanto era già stato fatto fino ad allora. Solo nel 1902 ci sarà l’intervento dello Stato che esproprierà lo Stabilimento appaltando nuovi lavori di bonifica, che, anche se non saranno risolutivi, porranno comunque le basi per i successivi interventi. Lo stabilimento passò allora all’Ente Autonomo di Bonificamento della Sardegna che porterà avanti l’ordinario cedendo finalmente la gestione all’Opera Nazionale Combattenti il 1º ottobre 1919.
I lavori di bonifica risolutivi ebbero così inizio prima della salita al potere del fascismo. Qualche anno più tardi, sotto il fascismo, venne completata l’ampia bonifica delle aree paludose di Sanluri, che coprivano prima di allora un totale di circa 25 km km^2. La popolazione dell’area ebbe inizio nel dicembre del 1928, quando furono edificate 5 case coloniche: Podere Grappa, Podere Montello, Podere Italia, Podere Piave e Podere Pasubio. 10 anni dopo, nel 1938, si contavano 33 poderi e 370 abitanti, nel 1950 i poderi erano 63 e gli abitanti 865. I primi nuclei di coloni provenivano quasi esclusivamente dall’Italia nord-orientale, specialmente dal Veneto e dal Friuli-Venezia Giulia.

##### Strutture religiose
La parrocchia della frazione, denominata Sacro Cuore di Gesù, venne fondata nel 1945. All'ingresso del centro abitato di Strovina si può anche trovare una statua raffigurante una madonnina, installata l’8 dicembre 1954 a conclusione dell’Anno mariano.

##### Istruzione
A Sanluri Stato oggi non c'è alcuna scuola attiva. In passato era presente una scuola elementare, successivamente chiusa a causa della bassa quantità di alunni.

##### Infrastrutture e trasporti
La frazione si può raggiungere attraverso la strada provinciale 59. È presente anche la stazione di Sanluri Stato, in cui però non viene effettuato il servizio viaggiatori dal 2014 a causa dei bassi volumi di traffico.

##### Economia
L'economia della frazione di Sanluri Stato è prevalentemente agropastorale. Infatti in questa zona quasi tutte le case sono anche adibite a fattorie e le famiglie ricavano i prodotti dalle proprie terre.

##### Urbanistica
La frazione di Sanluri Stato è divisa in poderi, i quali prendono principalmente il nome da luoghi, monti e fiumi resi celebri dalla prima guerra mondiale (Gorizia, Zara, Stelvio, Isonzo, Piave...), ma talvolta anche dalle battaglie d’Africa (Amba Alagi, Macallè...). Complessivamente si contano 63 poderi.
Canali e strade si presentano perfettamente paralleli gli uni agli altri e queste ultime sono caratterizzate da un sistema di numerazione.

#### San Michele
“San Michele" è la seconda e ultima frazione di Sanluri di cui è la meno popolosa, avendo una popolazione di 25 abitanti. Si trova alla periferia di Sanluri Stato, nell’estremità sud-occidentale del territorio comunale. È situata a 11,3 km a sud-ovest di Sanluri, risultando quindi più vicina ai centri abitati di Samassi(6,5 km), San Gavino Monreale(8,0 km) e Villacidro(9,0 km).
In periodo giudicale la località fu inglobata nella curatoria di Gippi, a differenza del centro abitato di Sanluri compreso all’interno della curatoria di Nuraminis. Il villaggio era uno dei siti più malarici dell’isola, essendo adiacente alle acque paludose dello stagno Sabazus. Anche a causa di questo nel 1178 i cavalieri ospedalieri del Tau di Altopascio vi fondarono un lazzaretto, volto ad ospitare gli ammalati di tutta la zona circostante allo stagno, ed una chiesa, dedita al culto di San Michele di Siaru. I cavalieri del Tau, oltre alle attività d’ospedalizzazione, si occuparono anche della realizzazione e manutenzione di canali artificiali, in modo da regolare lo scorrimento delle acque superficiali e facilitare gli spostamenti.
L’esistenza dell’istituto ospedaliero(“obedentia”) è attestata con il nome di Villa Siaru dalle bolle papali del 1198 e del 1216 e dal censimento pisano del 1322.
Un documento del 10 gennaio 1329 sostiene la concessione di Villa Siaru da parte dell’antipapa avignonense Nicolò V a Raniero dei Gualandi di Pisa, mai messa in atto a causa dell’affidamento da parte dell’Altopascio a fra Giovanni Silvani di Pescia.
A seguito della conquista aragonese la villa, grazie al prestigio ottenuto, continuò ad avere rapporti politici con il comune di Pisa, non avendo il dovere di versare le tasse ad esso ma, in caso di guerra, era tenuta a fornire assistenza militare mediante uomini e armi.
Conseguentemente alle rivolte contro il sistema feudale aragonese partite nel 1353, il centro venne parzialmente distrutto e, a causa di carestie, peste e malaria, venne gradualmente abbandonato.
L’abbandono totale avvenne probabilmente fra la fine del XIV secolo e gli inizi del XV secolo, nel 1414 la località infatti non compare nell’elenco dei centri della curatoria di Gippi ancora popolati.
In seguito all’acquisizione del progetto di bonifica da parte della società francese, in questa località vennero edificate alcune fra le prime strutture dell’allora area paludosa di Sanluri, ovvero una casa colonica ed uno zuccherificio. Lo zuccherificio non entrò però mai in funzione, fu infatti devastato da un incendio nel 1841, poco prima dell’inaugurazione.
La località è attualmente composta da otto edifici.

## Economia
L'economia originariamente era quasi esclusivamente agricolo-pastorale. Attualmente sono settori rilevanti anche la piccola industria, il commercio e i servizi. Infatti la comunità trae beneficio da: 203 attività industriali con 679 addetti; oltre 400 attività di servizio e commerciali che impegnano 1.200 addetti; oltre 54 attività amministrative con 1.619 addetti.

## Infrastrutture e trasporti

### Strade
Sanluri è collegata al territorio circostante soprattutto da strade statali: a ovest dell'abitato si sviluppa il tracciato della SS 131, la maggiore strada sarda avente estremi a Cagliari a sud e a Porto Torres a nord, mentre la SS 197 permette il collegamento di Sanluri con San Gavino Monreale e Guspini a ovest e con il Sarcidano a est. La strada provinciale 48 raggiunge inoltre il comune di Lunamatrona, mentre la SP 59 collega il centro di Sanluri con le sue frazioni meridionali (Strovina e San Michele) e con la stazione ferroviaria.

### Ferrovie

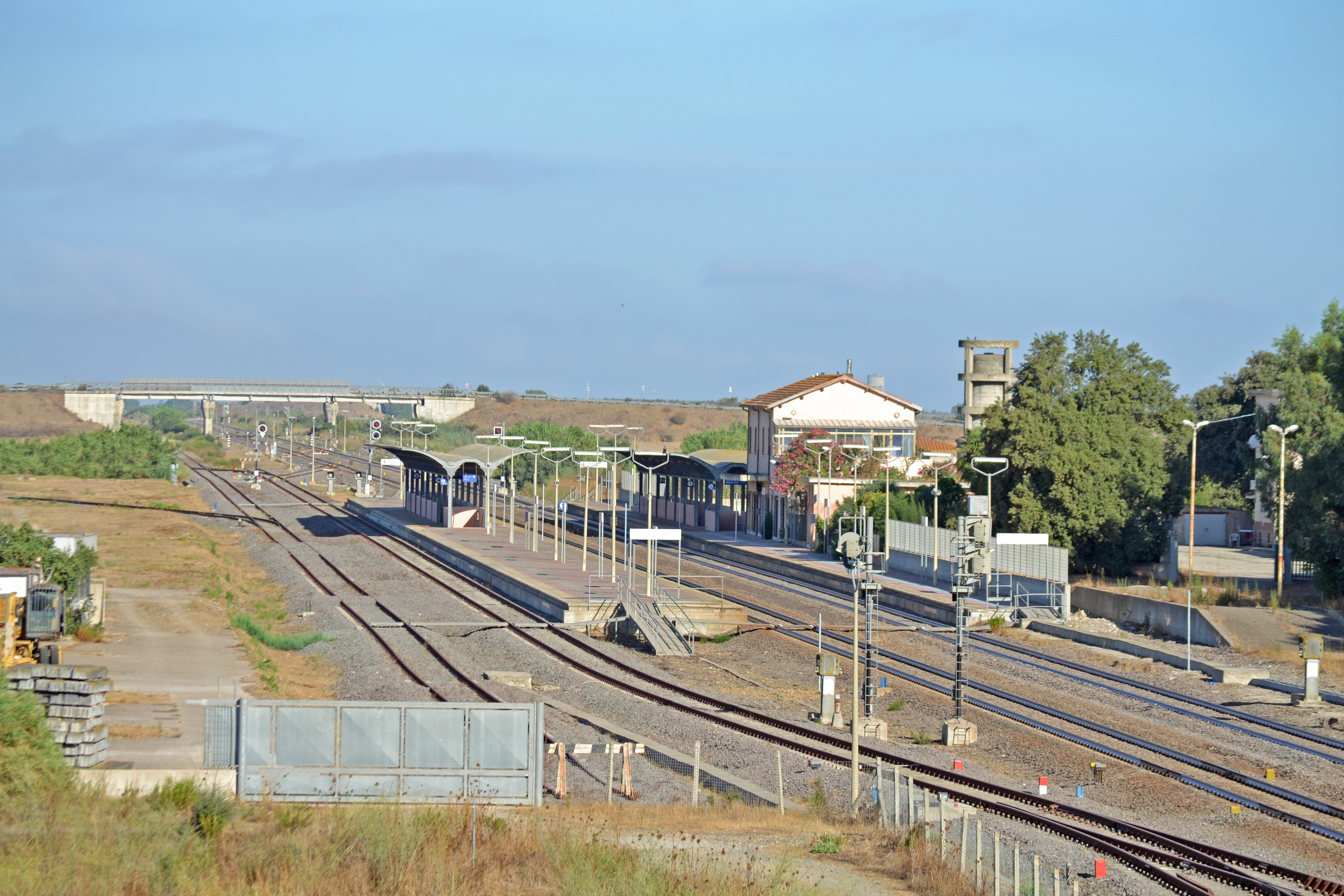
La stazione di Sanluri Stato, dal 2014 priva di traffico

Ad alcuni km a sud ovest di Sanluri nella frazione di Strovina è presente la stazione ferroviaria di Sanluri Stato, costruita nel 1871 lungo la ferrovia Cagliari-Golfo Aranci, gestita dagli anni 2000 da RFI, nonché origine di un raccordo verso la zona industriale di Villacidro che ne fece uno scalo importante dal punto di vista del trasporto merci. Con la chiusura di tale servizio nella seconda metà degli anni 2000 e la crisi del principale utilizzatore del raccordo, l'industria ferroviaria Keller, la stazione è da allora inattiva per questo tipo di trasporti. Dal giugno 2014 lo scalo è stato inoltre disabilitato al traffico passeggeri per i bassi volumi di utenza, dirottando i passeggeri sanluresi nella stazione di San Gavino.
Altre due stazioni erano presenti a Sanluri nel passato, entrambe servite dalla ferrovia Isili-Villacidro, attiva dal 1914 al 1956: una era la stazione FCS di Sanluri Stato, situata di fronte a quella del gruppo FS e in seguito demolita; l'altra, ubicata nel centro sanlurese, portava il nome di Sanluri Complementari e dopo la chiusura della ferrovia fu riutilizzata per i servizi di autolinee e come stazione per autobus.

### Mobilità urbana
Nel comune non è presente un servizio di trasporto urbano propriamente detto, tuttavia collegamenti tra il comune e le sue frazioni sono garantiti dalle autolinee dell'ARST che effettuano il servizio interurbano. Tali linee permettono inoltre il collegamento di Sanluri con i centri circostanti e con il Cagliaritano. L'ARST è dotata di una propria autostazione nel centro di Sanluri, nei locali della ex stazione ferroviaria delle FCS.

## Amministrazione
Storico delle elezioni comunali di Sanluri dal 1995 ad oggi.
| Periodo         | Periodo         | Primo cittadino  | Partito                            | Carica  | Note |
| --------------- | --------------- | ---------------- | ---------------------------------- | ------- | ---- |
| 23 aprile 1995  | 16 aprile 2000  | Antonio Mancosu  | Partito Democratico della Sinistra | Sindaco |      |
| 16 aprile 2000  | 9 maggio 2005   | Antonio Mancosu  | Partito Democratico della Sinistra | Sindaco |      |
| 9 maggio 2005   | 31 maggio 2010  | Alessandro Collu | Lista civica                       | Sindaco |      |
| 31 maggio 2010  | 31 maggio 2015  | Alessandro Collu | Lista civica                       | Sindaco |      |
| 31 maggio 2015  | 26 ottobre 2020 | Alberto Urpi     | Lista civica "Progetto Sanluri"    | Sindaco |      |
| 26 ottobre 2020 | in carica       | Alberto Urpi     | Lista civica "Progetto Sanluri"    | Sindaco |      |

## Sport

### Calcio
La principale squadra di calcio del comune fu l'A.S.D. Sanluri Calcio. Fondata nel 2003, vinse nella stagione 2008-2009 il campionato di Eccellenza Sardegna. Nella stagione successiva ottenne il massimo risultato della sua storia, classificandosi quarto nel girone H della Serie D 2009-2010 e venendo poi eliminato ai playoff alle semifinali. La stagione 2010-2011 portò alla retrocessione in Eccellenza, data la terzultima posizione in classifica. Nelle stagioni successive mantenne stabile la propria posizione nel campionato di Eccellenza, per poi ritirarsi dal campionato a seguito della ventesima giornata della stagione 2014-2015, a causa di presunti ripetuti torti arbitrali subiti. La squadra venne poi radiata dalla FIGC. I colori sociali erano il rosso ed il bianco e disputava inizialmente le partite casalinghe al campo sportivo San Martino per poi trasferirsi allo stadio Campu Nou.
L'Atletico FC Sanluri è nato nel 2011 e milita in Seconda Categoria. Gioca le partite interne allo Stadio Campu Nou e i suoi colori sociali sono il rosso ed il bianco.
La Polisportiva Strovina ha sede nel centro abitato di Strovina nella frazione di Sanluri Stato. Fondata il 12 aprile del 2012, ha sempre militato nel campionato amatori UISP Cagliari. Disputa le partite interne allo “Strovina Stadium” e i suoi colori sociali sono il giallo e l’amaranto.
La Gioventù Sportiva Sanlurese è nata il 6 luglio 2020 dalla fusione fra la Nuova Sanlurese e la Gioventù Samassi e milita attualmente in Prima Categoria. Disputa le partine interne allo stadio Campu Nou e i suoi colori sociali sono il rosso, il giallo ed il verde.

### Pallavolo
La squadra di pallavolo è la Pallavolo Sanluri, attualmente militante in Serie C.